# أيمن الوافي
أيمن الوافي (مواليد 11 مايو 2004) هو لاعب كرة قدم مغربي، يلعب في مركزقلب الدفاع بنادي لوغانو السويسري. ولد الوافي في إيطاليا، ويمثل المغرب على المستوى الدولي للشباب.

## مسيرته

### الحياة المبكرة
ولد الوافي ونشأ في كامايوري بإيطاليا لأبوين مغاربة، ثم انتقل إلى طنجة مع عائلته في عام 2012، وهو في الثامنة من عمره، بعد وفاة والده؛ عاد إلى بلد ميلاده بعد ثلاث سنوات.

### المسار مع الأندية
في صيف عام 2015، بعد وقت قصير من عودته إلى إيطاليا، تمت ملاحظة الوافي من قبل العديد من الكشافة من نادي ليفورنو في بطولة محلية للشباب، وانضم بعد ذلك إلى قطاع الشباب بالنادي. في فبراير 2021، انضم إلى أكاديمية هيلاس فيرونا، نتيجة لأزمة ليفورنو المالية. بعد أن وصل إلى صفوف الشباب بالنادي، بدأ المدافع بالتدرب مع فريق فيرونا الأول خلال موسم 2022–23، تحت قيادة المدرب ماركو زافاروني، بينما أثبت نفسه كلاعب أساسي لفريق تحت 19 عامًا.
في 8 يونيو 2023، تم الإعلان رسميًا عن انضمام الوافي إلى الفريق السويسري لوغانو في صفقة انتقال مجانية اعتبارًا من 1 يوليو، بعد أن وقع عقدًا مدته أربع سنوات مع نادي تيسيني. في 29 يوليو، شارك لأول مرة مع النادي، حيث دخل كبديل في الدقيقة 57 ضد سانت غالن (انتهت بالفوز 1-0). في 21 سبتمبر، كانت مشاركته الأوروبية الأولى، حينما دخل بديلا في الوقت المحتسب بدل الضائع ضد نادي بودو/غليمت، في دور المجموعات من دوري المؤتمر الأوروبي (انتهت المباراة بالتعادل السلبي). في 17 ديسمبر، سجّل أول هدف احترافي له، وذلك في الدوري أمام سيرفيت (انتهت بالتعادل 2–2).

### المسار الدولي
مثل الوافي المغرب في عدة مستويات دولية للشباب، حيث لعب لأقل من 20 عاما ولأقل من 23 عاما.
في أكتوبر 2022، شارك في دورة اتحاد شمال إفريقيا تحت 20 سنة 2022 في مصر، والتي كانت بمثابة تصفيات تأهيلية لكأس الأمم الإفريقية تحت 20 سنة 2023.
بعد ظهوره لأول مرة مع المنتخب المغربي تحت 23 عامًا في مارس 2023، تم ضم الوافي إلى تشكيلة كأس الأمم الإفريقية تحت 23 سنة 2023، التي استضافها المغرب. بصفته أصغر لاعب في الفريق، لعب أربع مباريات البطولة، وتُوّج مع المنتخب المغربي بلقب البطولة، إضافة إلى التأهل إلى الألعاب الأولمبية الصيفية 2024.

## الإنجازات
المغرب تحت 23
- كأس الأمم الإفريقية تحت 23 سنة: 2023[28][29]

## روابط خارجية
- أيمن الوافي على موقع الاتحاد الأوربي (الإنجليزية)
- أيمن الوافي على موقع قاعدة بيانات كرة القدم.إي يو (الإنجليزية)
- أيمن الوافي على موقع Soccerway.com (الإنجليزية)
- أيمن الوافي على موقع عالم كرة القدم.نت (الإنجليزية)
- أيمن الوافي على موقع كووورة